# Пустовий Артем Володимирович
Артем Володимирович Пустовий (нар. 25 червня 1992, Софіївка) — український баскетболіст, виступає за  клуб «Пертаміна» (Індонезія). Грає на позиції центрового. Майстер спорту України міжнародного класу (з січня 2014).

## Кар'єра

### Ранні роки
У 2009 році почав виступати за дублюючий склад баскетбольного клубу «Хімік» (Южне). У 2012-му його команда здобувала першість у Чемпіонаті дублерів України.

### Суперліга України

#### Баскетбольний клуб «Хімік»
У сезоні 2014-2015 Пустовий зіграв 30 матчів у рамках Суперліги України, у яких здобував у середньому 10,5 очок та робив 4,8 підбирань. У цьому ж сезоні «Хімік» здобув чемпіонство та золоті медалі турніру. Незважаючи на хорошу статистику та титул, центровий вирішив не продовжувати кар'єру у складі команди.

### Чемпіонат Іспанії

#### «Обрадойро»
2015-го року залишив Суперлігу України та підписав контракт з іспанським клубом «Обрадойро», у складі якого розпочав виступи у Лізі Ендеса.
У сезоні 2015—2016 український центровий зіграв 28 матчів, де в середньому проводив на майданчику 13,5 хвилин, а його статистика складала 3,9 очок та 2,6 підбирань у середньому за гру.
У сезоні 2016—2017 Артем Пустовий провів 31 матч за біло-блакитних. У середньому за гру він закидав 9,5 очок та робив 3,4 підбирання за 19 хвилин на майданчику.

#### «Барселона»
Улітку 2018 року перейшов до «Барселони». Контракт розраховано на 3 роки. В сезоні 2018—19 провів 31 матч, в середньому відіграв 7 хвилин, за які встигав набирати 3,7 очка та 1,6 підбирання.
Сезон 2019—2020 вийшов невдалий. Провів 18 ігор, в яких набирав 1,5 очка та 0,8 підбирання. 
Сезон 2020—2021 був останнім в складі «Барселони» і найпродуктивнішим у виконанні гравця. Набирав 8,7 очка та 2,8 підбирання.

#### «Гран Канарія»
Наступною командою в кар'єрі гравця стала «Гран Канарія». Тут він з перших матчів став лідером команди, в 33-х матчах проводив в середньому 18,3 хвилини на паркеті, в яких встигав заробити 9,1 очка та 3,7 підбирання. У Євробубку дійшов до 1/4 фіналу, де команда вилетіла від «МораБанк Андорра», програвши з рахунком 77-79.

#### «Мурсія»
Сезон 2022—2023 розпочав у «Мурсії», в якій був гравцем основного складу. Провів 32 матчі, в яких в набирав 7,8 очка та 4,5 підбирання.

## Національна збірна України
З 2011 року Артем Пустовий щорічно брав участь у першості Європи у складі національних чоловічих збірних різних вікових категорій. На Євробаскет (U-20) у 2011 році здобував 9,4 очка та 2,8 підбирання, у 2012-му — 14,9 очка та 6 підбирань в середньому за гру.
У 2013 році дебютував на міжнародній арені у складі Національної збірної України з баскетболу під керівництвом Майка Фрателло. На Чемпіонаті Європи того року Україна посіла рекордне в своїй історії 6-те місце, а особиста статистика гравця становила 3,3 очки та 1,3 підбирань в середньому у 3-х зіграних матчах. Євробаскет-2015 приніс Пустовому статистику у 2 очки в середньому за гру.
Найуспішнішим виступом у складі збірної України на цей час вважається гра центрового на  Чемпіонаті Європи з баскетболу 2017. Пустовий проводив у середньому 22.5 хвилин на майданчику, набирав 15.3 очки та робив 6.5 підбирань в середньому за гру. Він став безперечним лідером команди та потрапив у ТОП-рейтинги турніру. Артем посідає 9-те місце у загальному рейтингу ефективності серед усіх гравців та 5-те серед центрових.

## Статистика за матч
| Суперліга України |              |    |      |      |     |     |     |
| 2010-2011         | Хімік        | 15 |      | 1.2  | 1.4 | 0.1 |     |
| 2011-2012         | Хімік        | 40 |      | 3.7  | 1.9 | 0.1 |     |
| 2012-2013         | Хімік        | 42 |      | 4.4  | 2.3 | 0.2 |     |
| 2013-2014         | Хімік        | 33 |      | 6.4  | 3.8 | 0.4 |     |
| 2014-2015         | Хімік        | 30 |      | 10.5 | 4.8 | 0.6 |     |
| Чемпіонат Іспанії |              |    |      |      |     |     |     |
| 2017-2018         | Обрадойро    | 34 | 25.8 | 11.1 | 5.9 | 0.5 | 0.4 |
| 2018-2019         | Барселона    | 31 | 7    | 11.1 | 3.7 | 0.1 | 0.2 |
| 2019-2020         | Барселона    | 18 | 3.5  | 1.9  | 5.9 | 0.2 | 0.1 |
| 2020-2021         | Барселона    | 18 | 15.1 | 8.7  | 2.8 | 0.3 | 0.9 |
| 2021-2022         | Гран Канарія | 33 | 18.3 | 9.1  | 3.7 | 0.5 | 0.3 |
| 2022-2023         | Мурсія       | 32 | 17.7 | 7.8  | 4.5 | 0.5 | 0.5 |

## Досягнення
- Чемпіон України (2015) Чемпіон України (2014/2015)